# Пасіла (станція)
60°11′55″ пн. ш. 24°56′01″ сх. д. / 60.198611° пн. ш. 24.933611° сх. д.
Станція Пасіла (фін. Pasilan rautatieasema, швед. Böle järnvägstation) — залізнична станція в Гельсінкі, Фінляндія, приблизно за 3,5 км на північ від центрального Гельсінкі. 
Це друга за завантаженістю залізнична станція у Фінляндії, після Гельсінкі-Центральний, і займає значну частину району Пасіла. Станція була вперше відкрита у 1862 році вздовж залізниці Гельсінкі — Оулу. 
Нинішня (і четверта) будівля вокзалу була відкрита у 2019 році.
Станція Пасіла використовується для зменшення пасажирообігу станції Гельсінкі-Центральний, слугуючи альтернативним пунктом відправлення або прибуття в Гельсінкі. 
Усі потяги, як міжміські, так і місцеві, що прямують до Гельсінкі та назад, зупиняються в Пасіла.
Залізниця Гельсінкі — Оулу, що прямує на північ (до Оулу через Тампере), і Рантарата, що прямує на захід (до Турку), відокремлюються одна від одної на залізничній станції Пасіла. 
Приміські поїзди Гельсінкі в напрямку Ріїгімякі, а також усі поїзди далекого прямування, крім тих, що прямують до Турку, використовують залізницю Гельсінкі — Оулу, тоді як приміські поїзди в напрямку Вантаанкоскі та Кіркконуммі, а також поїзди далекого прямування до Турку використовують лінію Рантарата.
Станція Пасіла  є однією з двох станцій у Гельсінкі, які обслуговують міжміський рух, інша є Гельсінкі-Центральний. 
Усі інші станції в Гельсінкі обслуговують лише місцевий транспорт. 
З точки зору залізничних ліній, єдиною відмінністю станції Пасіла від Гельсінкі-Центральний є менша кількість колій з платформами (11 порівняно з 19).
У 2012 році завантаження та розвантаження автомобілів на потяги було перенесено з центру Гельсінкі на новий автомобільний термінал, побудований на північ від Пасіли.
У 2015 — 2019 роках станція перебувала в стадії масштабної реконструкції 

Нова станція була відкрита 17 жовтня 2019 року 

## Пересадки
- Трамваї: 2, 7, 9
- Автобуси:23, 59, 69, 500, 506, 510, 518